# Termas de Salonica
As termas bizantinas da cidade superior (em grego: Βυζαντινά Λουτρά Άνω Πόλης) em Salonica são as únicas termas bizantinas que sobreviveram do período bizantino médio na Grécia. Estão localizados na rua Theotokopoulou na Cidade Velha Superior. As termas remontam ao final do século XIII/XIV, e funcionaram continuamente até 1940. Em 1988, foram incluídas entre os Monumentos Paleocristãos e Bizantinos de Salonica da lista do Patrimônio Mundial da Unesco.
A arquitetura original segue as convenções típicas das termas romanas, com um frigidário, tepidário e caldário, cada qual com duas salas. Ao norte das termas estava a cisterna que fornecia água, com uma lareira abaixo para aquecê-la. Nos tempos bizantinos o edifício foi alternadamente usado por homens e mulheres, mas no período otomano, as termas foram divididas em seções exclusivamente masculinas e femininas, ao se separar os pares de salas.